# Старчево
Старчево (болг. Старчево) — село в Благоевградской области Болгарии. Входит в состав общины Петрич. Находится примерно в 10 км к северу от центра города Петрич и примерно в 61 км к югу от центра города Благоевград. По данным переписи населения 2011 года, в селе  проживало 577 человек.

## Население
| Год     | 1934 | 1946 | 1956 | 1965 | 1975 | 1985 | 1992 | 2001 | 2011 |
| ------- | ---- | ---- | ---- | ---- | ---- | ---- | ---- | ---- | ---- |
| Жителей | 592  | 795  | 1049 | 917  | 762  | 814  | 798  | 685  | 577  |

| Национальность | Человек | Процент |
| -------------- | ------- | ------- |
| болгары        | 473     | 99,37%  |
| другие         | 3       | 0,63%   |
| Всего ответов  | 476     |         |

|  |